# Saadan bor vi
|  | Denne artikel er oprettet af botten PalnaBot ud fra en ekstern database. Den kan derfor have sproglige fejl eller mangler. Denne skabelon kan fjernes efter kontrol af indholdet. |

Saadan bor vi er en film med ukendt instruktør.

## Handling
Næst efter Mad og Klæder er Boligen det vigtigste Problem for Befolkningen. Det er et Problem for den enkelte Borger, men det er også et Samfundsproblem, ikke mindst af Hensyn til Børnene.... Sådan indledes denne film om, hvordan vi bor - på landet, i provinsen og i hovedstaden.